# Ballons
Ballons é uma comuna francesa na região administrativa de Auvérnia-Ródano-Alpes, no departamento de Drôme. Estende-se por uma área de 17,23 km². Em 2010 a comuna tinha 89 habitantes (densidade: 5,2 hab./km²).